# Kloster Santa Cruz (Coimbra)

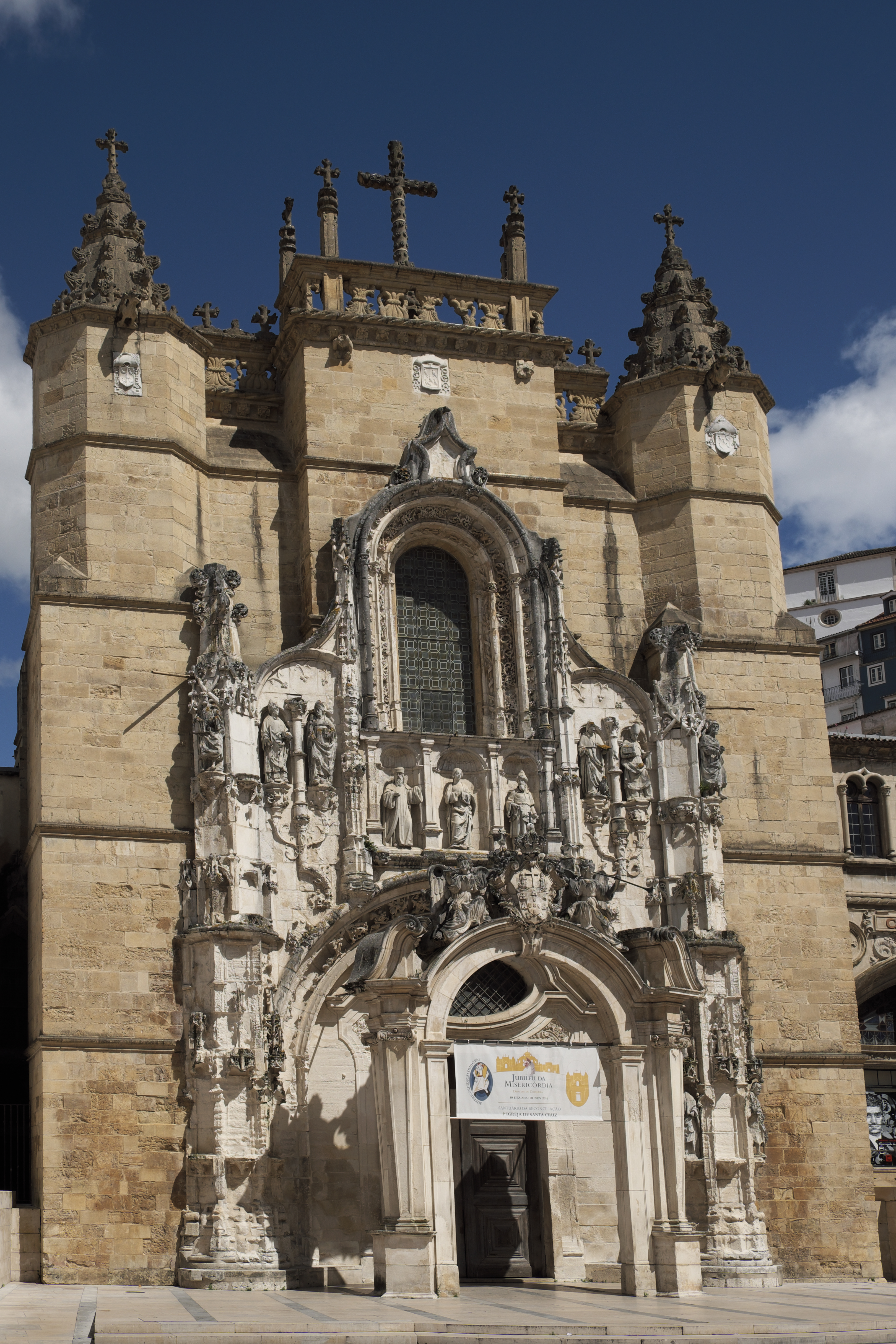
Portalfassade der ehemaligen Klosterkirche Santa Cruz

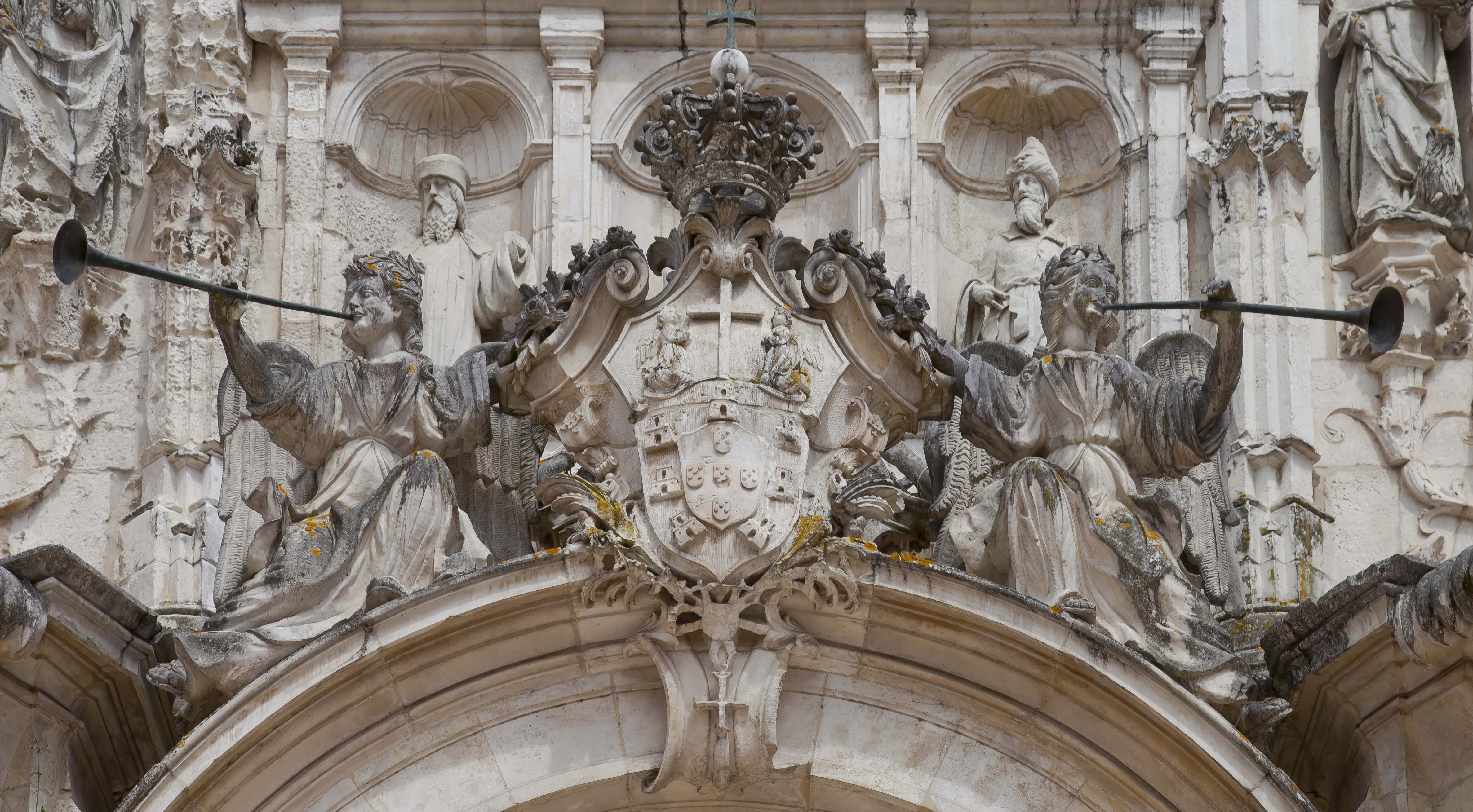
Engel und Wappen über dem Portal

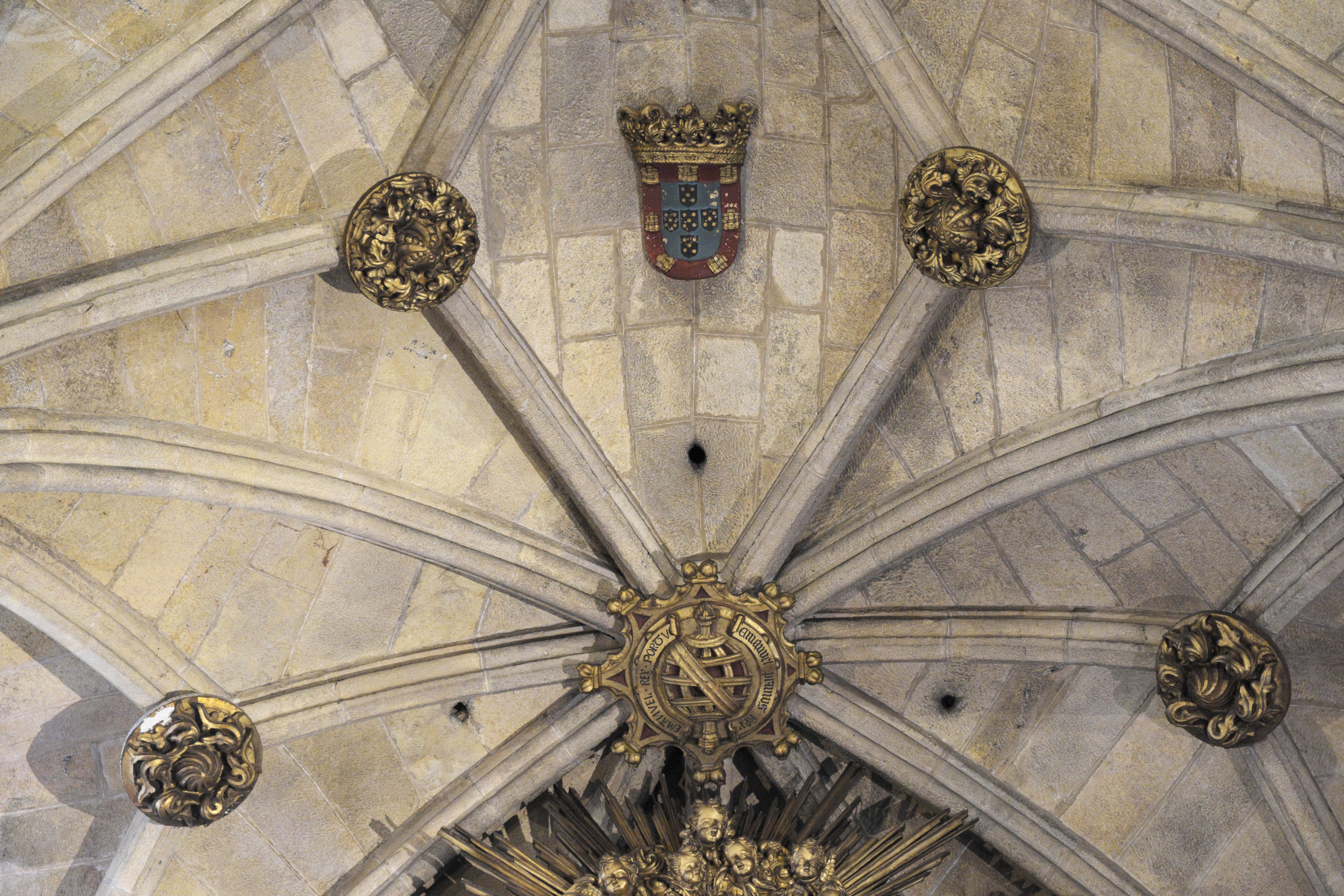
Gewölbe mit Schlusssteinen, königliches Wappen und Armillarsphäre

Das Kloster Santa Cruz in Coimbra im gleichnamigen Distrikt in der Região Centro in Portugal wurde im 12. Jahrhundert als Augustiner-Chorherrenstift der Regularkanoniker vom Heiligen Kreuz gegründet. Im 16. Jahrhundert wurden die Kirche und die Klostergebäude im manuelinischen Stil neu errichtet und die prächtigen Grabmonumente des ersten portugiesischen Königs Alfons I. (um 1109–1185) und dessen Sohnes Sancho I. (1154–1211) geschaffen. Im Jahr 1910 wurde das Kloster Santa Cruz zum Monumento Nacional erklärt.

## Geschichte
Im Jahr 1131 gründete Dom Tello, der Erzdiakon des Bistums Coimbra, mit weiteren Gefährten das Kloster Santa Cruz. Das damals außerhalb der Stadtmauern gelegene Gelände wurde ihnen vom König Alfons I. zur Verfügung gestellt. Die Gemeinschaft nahm die Regel des heiligen Augustinus an und wählte Theotonius (Teotónio), der auch als erster Heiliger Portugals verehrt wird, zu ihrem Prior. Zwischen 1132 und 1228 wurde die romanische Vorgängerkirche errichtet, von der – wie auch von den ursprünglichen Klosterbauten – nichts mehr erhalten ist. Im Mittelalter entwickelte sich das Kloster Santa Cruz zu einem der angesehensten geistigen Zentren des Königreichs mit einer umfangreichen Bibliothek und einem bedeutenden Skriptorium. Der aus Lissabon stammende Antonius von Padua (um 1195–1231) und Luís de Camões (1524/25–1579/80), einer der berühmtesten Dichter Portugals, haben hier vorübergehend gelebt.
Ab 1507 ließ König Manuel I. (1469–1521) das vom Verfall bedrohte Kloster in dem nach ihm benannten Stil wieder neu erbauen. Er beauftragte den aus Frankreich stammenden Bildhauer Nicolas de Chantereine (auch Nicolau de Chanterene) mit der Neugestaltung der Gräber der bereits in der alten Kirche bestatteten Könige. Ab 1533 wurde unter Manuels Sohn Johann III. (1502–1557) ein zweiter Kreuzgang angelegt, dessen Reste im Jardim da Manga erhalten sind.

## Kirche

### Portalfassade

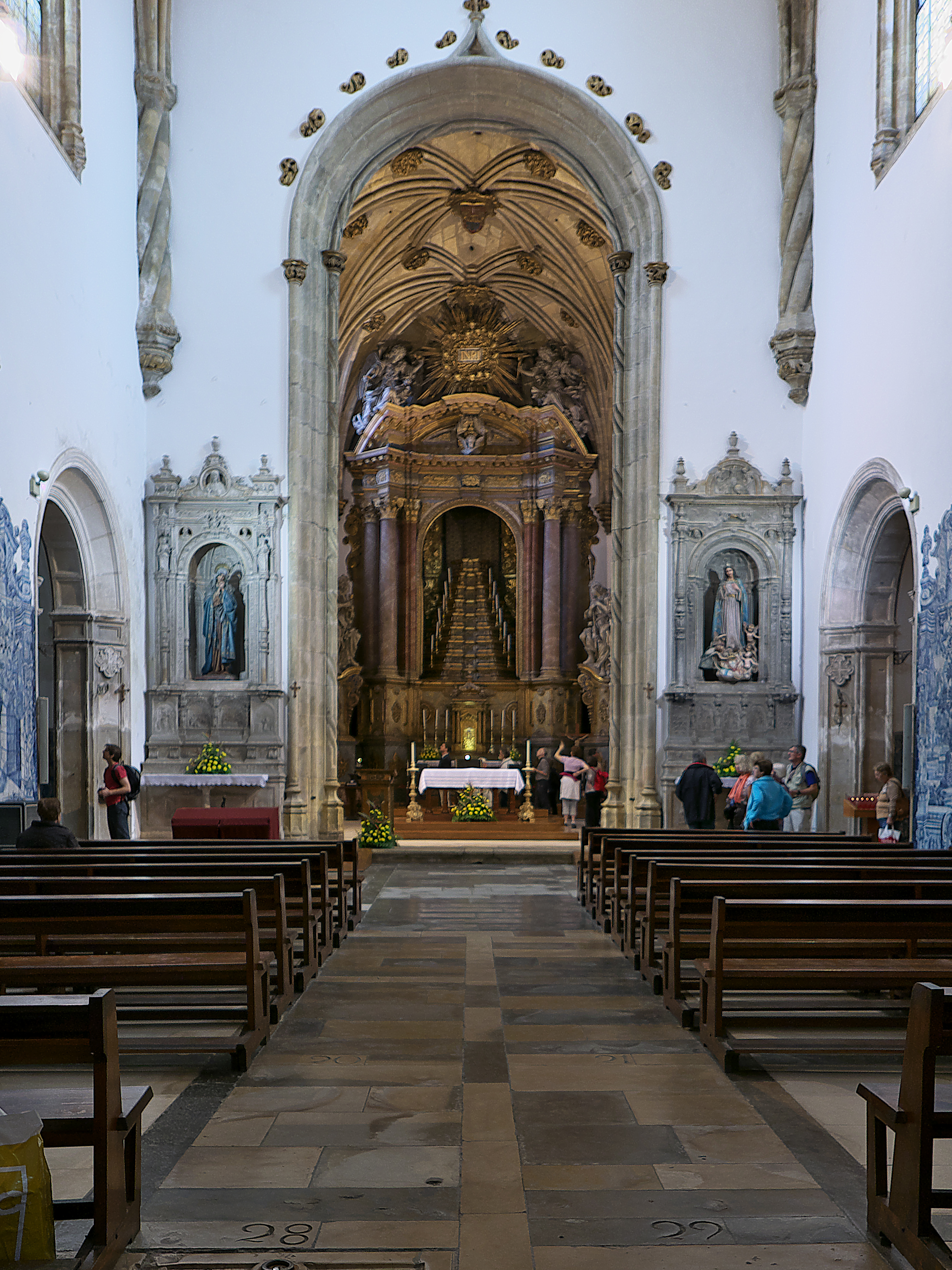
Innenraum

Die Portalfassade wurde in zwei Bauphasen errichtet. Zwischen 1507 und 1513 entstanden die beiden mächtigen Türme. Das Portal wurde von dem Baumeister Diego de Castillo entworfen und zwischen 1522 und 1526 von Nicolas de Chantereine ausgeführt. Über dem Rundbogen des Portals sitzen zwei Engel, die in Posaunen blasen und das Wappen der portugiesischen Könige halten. Darüber sind drei Nischen angeordnet, in denen König David mit seiner Harfe, Maria und ein Prophet stehen. Seitlich sieht man auf Podesten stehend und jeweils durch eine Säule getrennt die Kirchenväter, links Gregor der Große und Ambrosius von Mailand, rechts Hieronymus und Augustinus.

### Innenraum
Die Kirche wurde auf den Fundamenten des romanischen Vorgängerbaus errichtet. An das einschiffige Langhaus schließen sich zu beiden Seiten Kapellen an. Das breite Kirchenschiff ist in vier Joche gegliedert und wird von einem Netzgewölbe mit prächtigen Schlusssteinen überspannt, auf denen das königliche Wappen und eine Armillarsphäre dargestellt sind. Ein von Tauband gerahmter Triumphbogen leitet zum eingezogenen Chor über, in dem die beiden königlichen Grabmäler untergebracht sind.

### Königsgräber

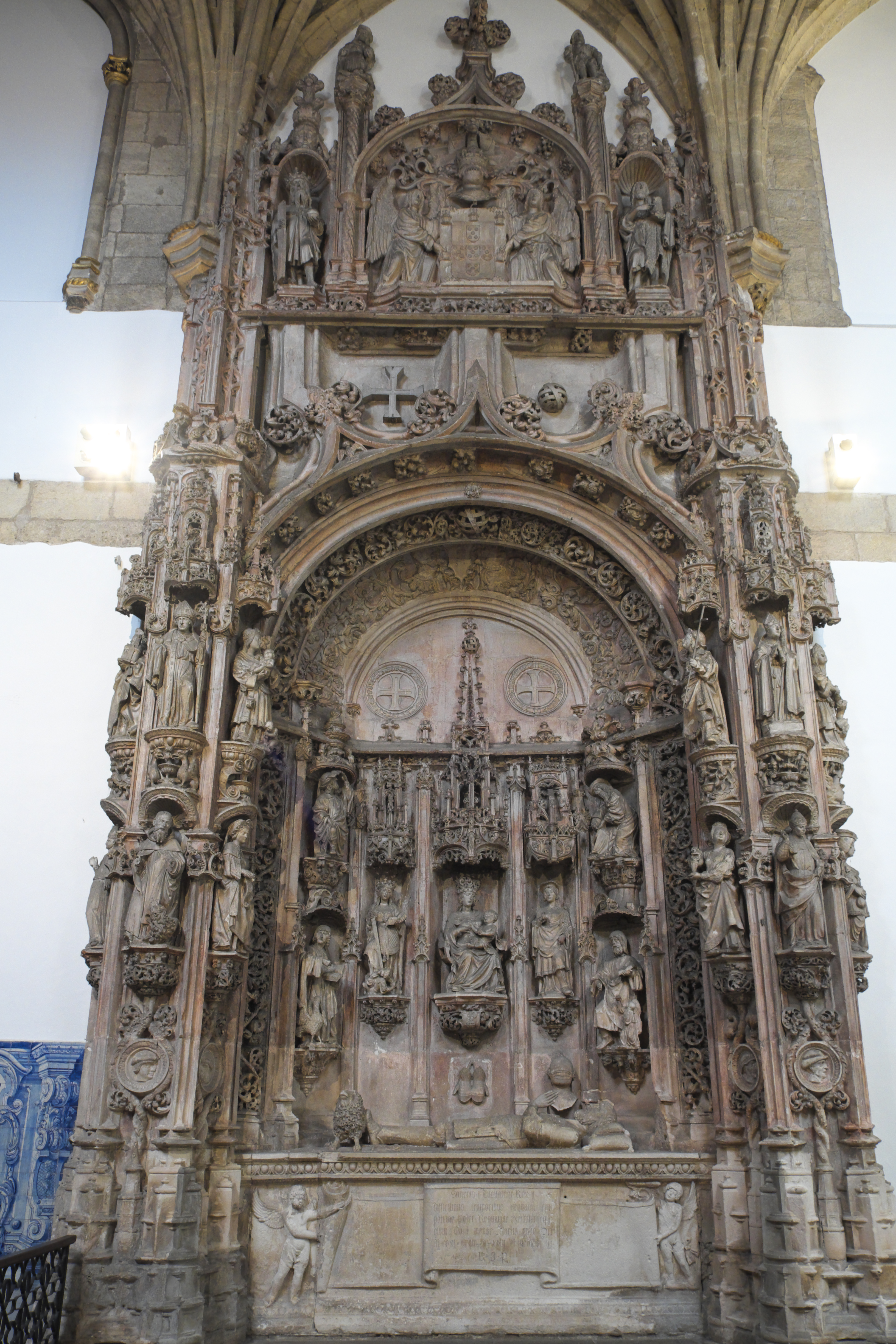
Grabmal von Sancho I.

Im Jahr 1530 wurden die sterblichen Überreste der beiden Könige, Alfons I. und Sancho I., in die neu geschaffenen Grabstätten überführt. Die spätgotischen Grabmäler, die sich an den Längswänden des Chors gegenüberstehen, sind ähnlich gestaltet. Sie reichen zwölf Meter hoch bis unter das Gewölbe und weisen jeweils bis zu 50 Figuren auf. Eingebettet in eine Nische liegt der Tote mit seiner Rüstung bekleidet auf einem Sarkophag, darüber stehen unter gotischen Baldachinen Apostel, Evangelisten und andere Heilige.

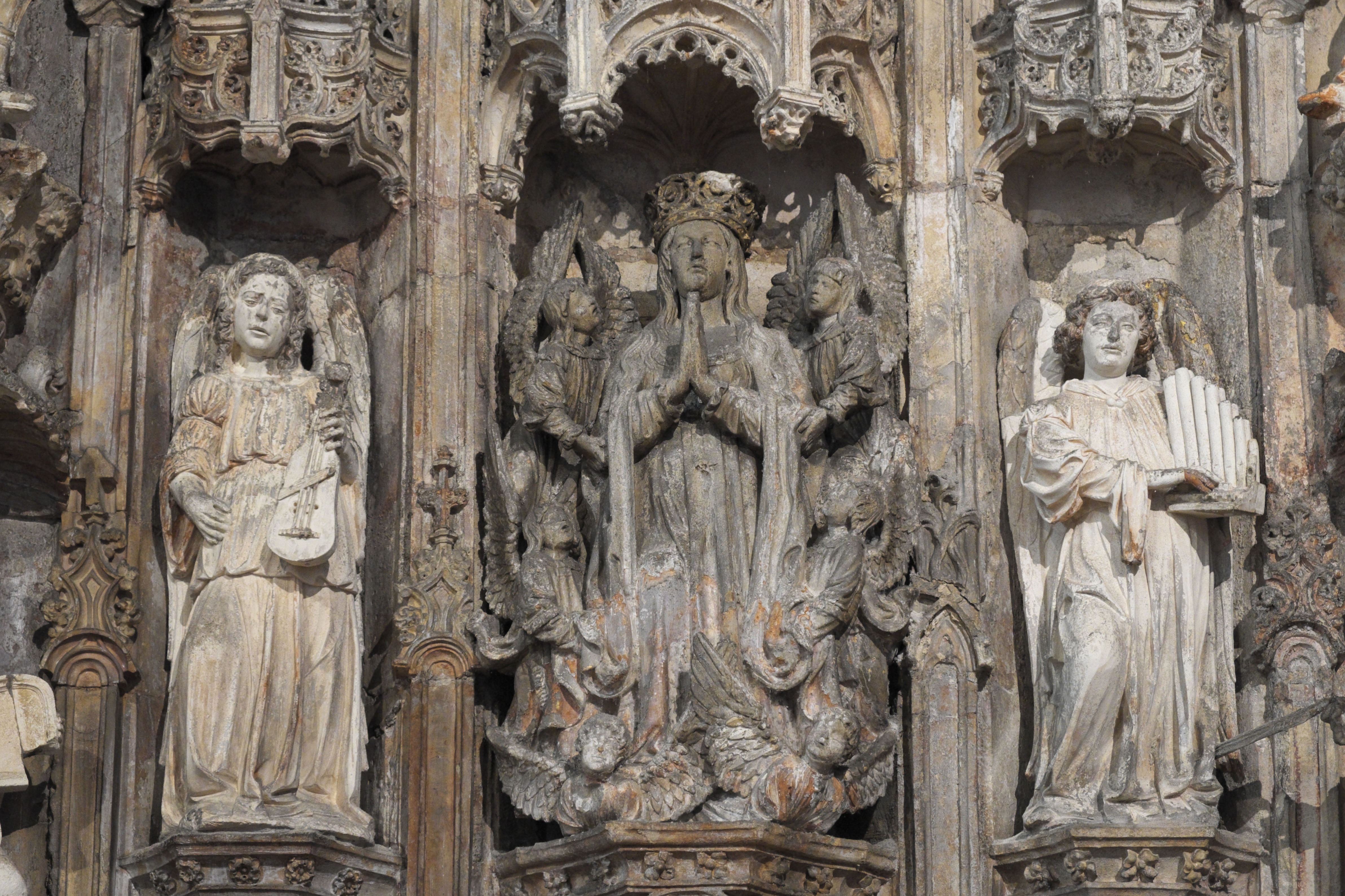
Madonna und musizierende Engel am Grabmal von Alfons I.
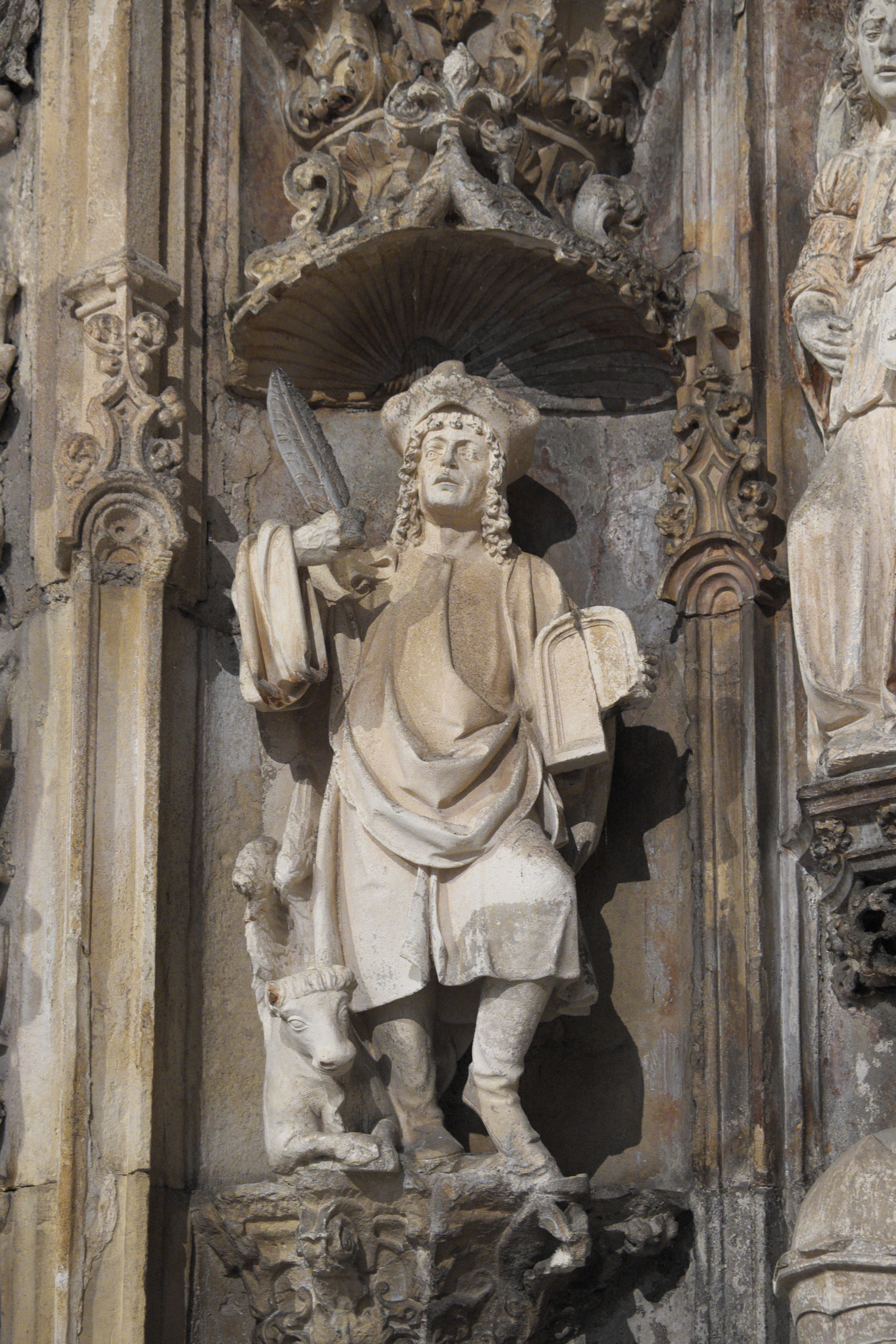
Evangelist Lukas am Grabmal von Alfons I.
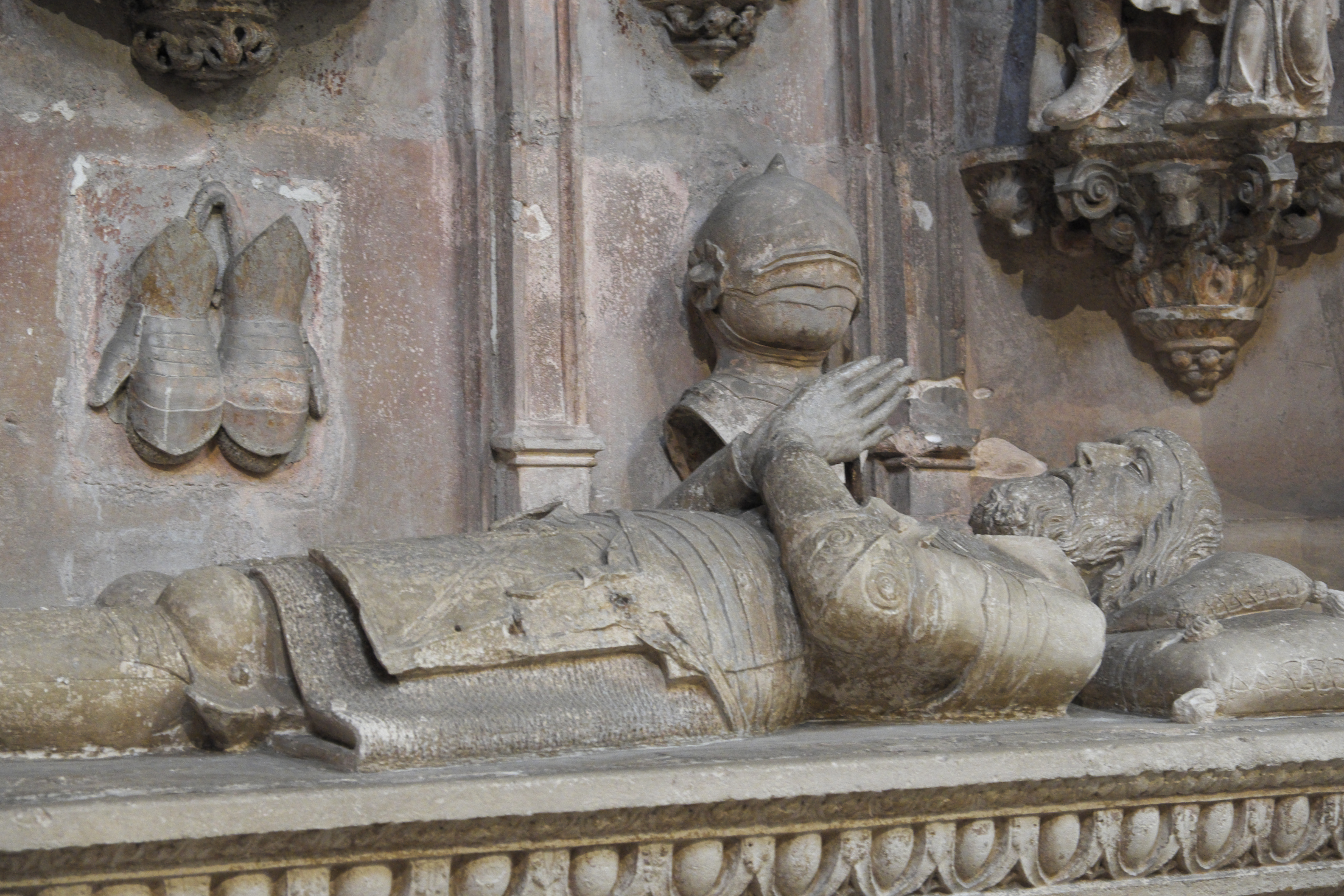
Liegefigur von Sancho I.

### Kanzel

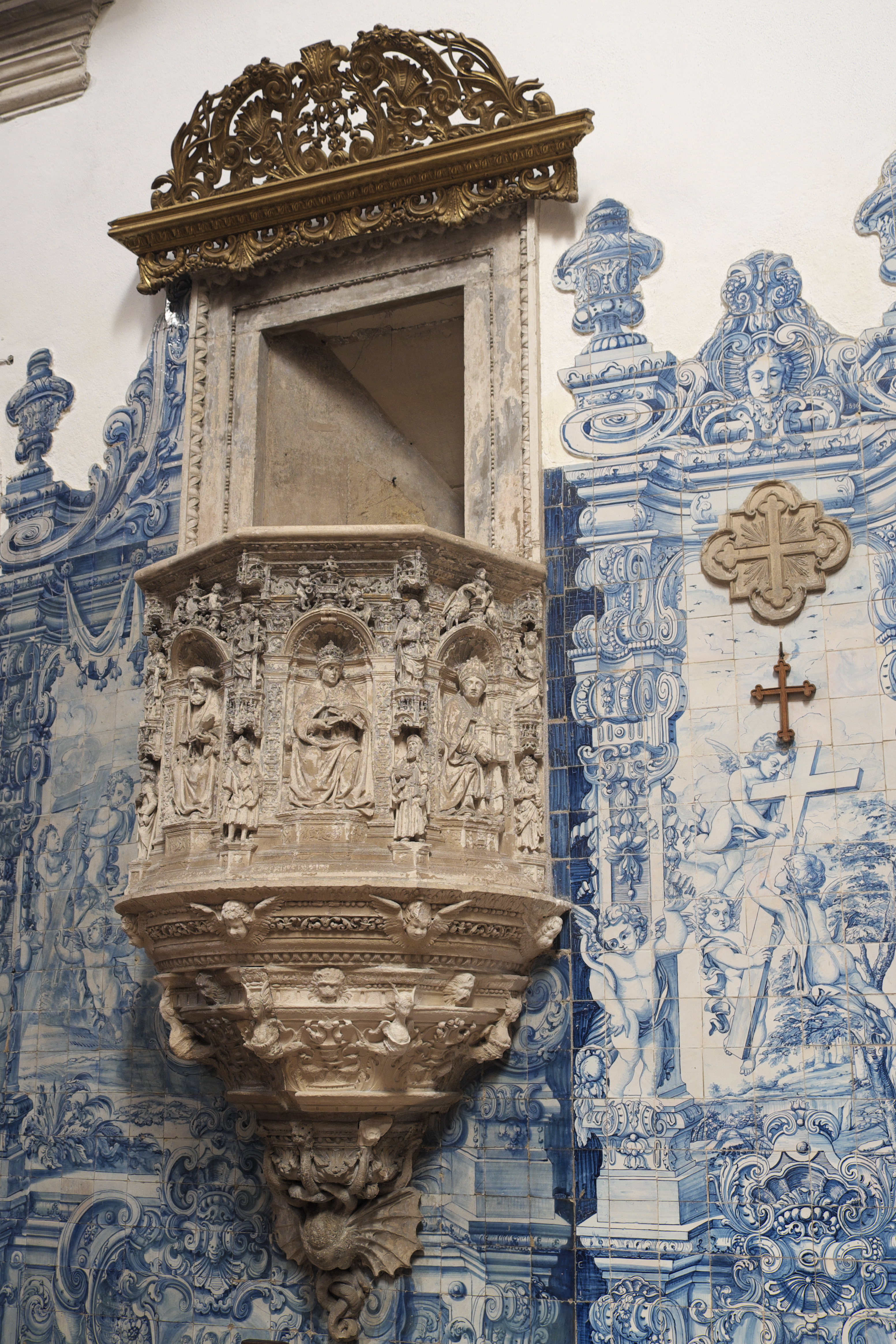
Kanzel

Die Kanzel wurde 1522 von Nicolas de Chantereine geschaffen. Der Kanzelkorb ist im Stil der Renaissance reich mit kleinen Szenen, mit Putten und Grotesken verziert. In vier Nischen sind die Kirchenväter zu erkennen. Die kleineren Figuren stellen Sibyllen und Propheten dar. An der Unterseite der Kanzel sieht man geflügelte Engelsköpfe, Sirenen und Köpfe von wilden Tieren.

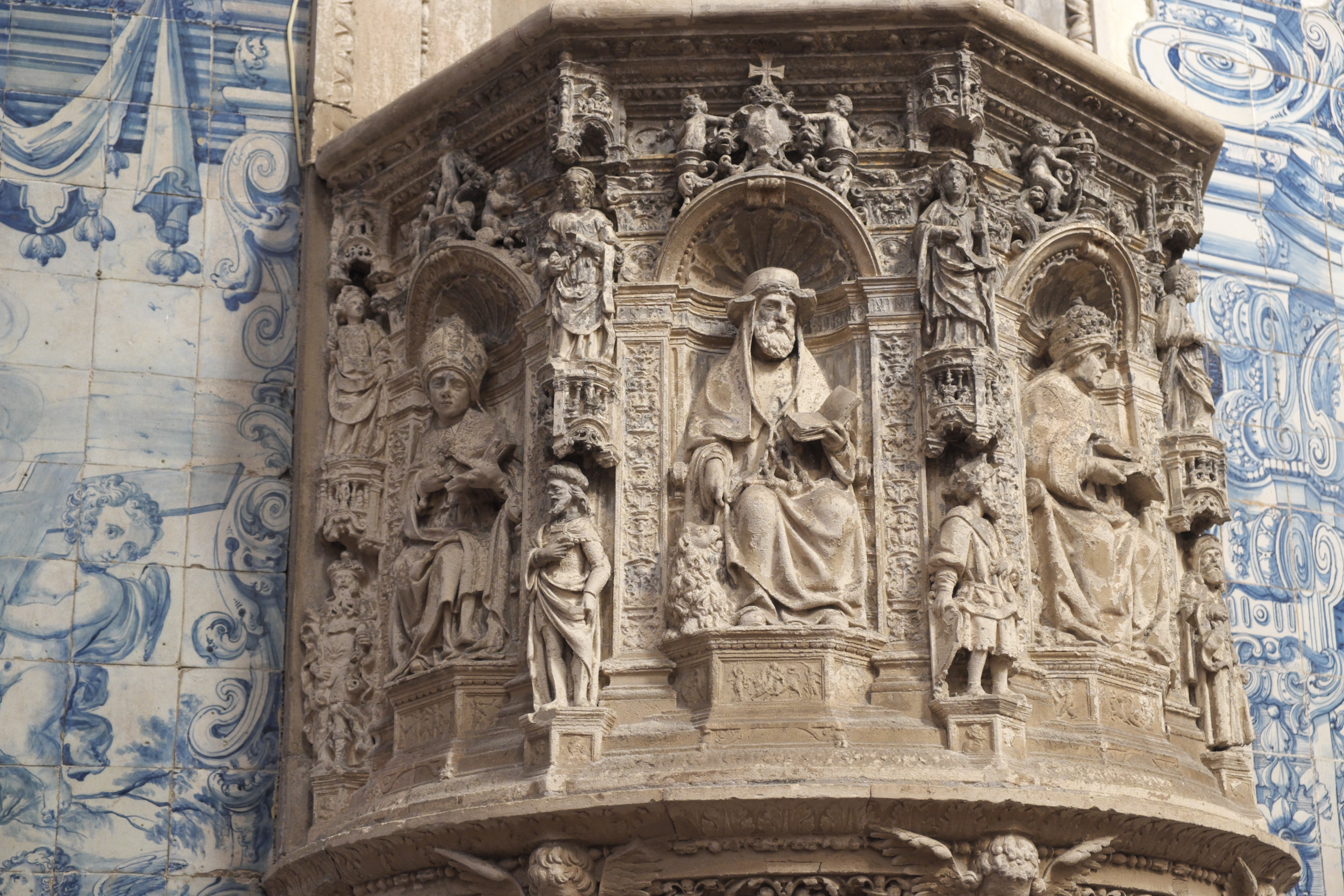
Kanzelkorb
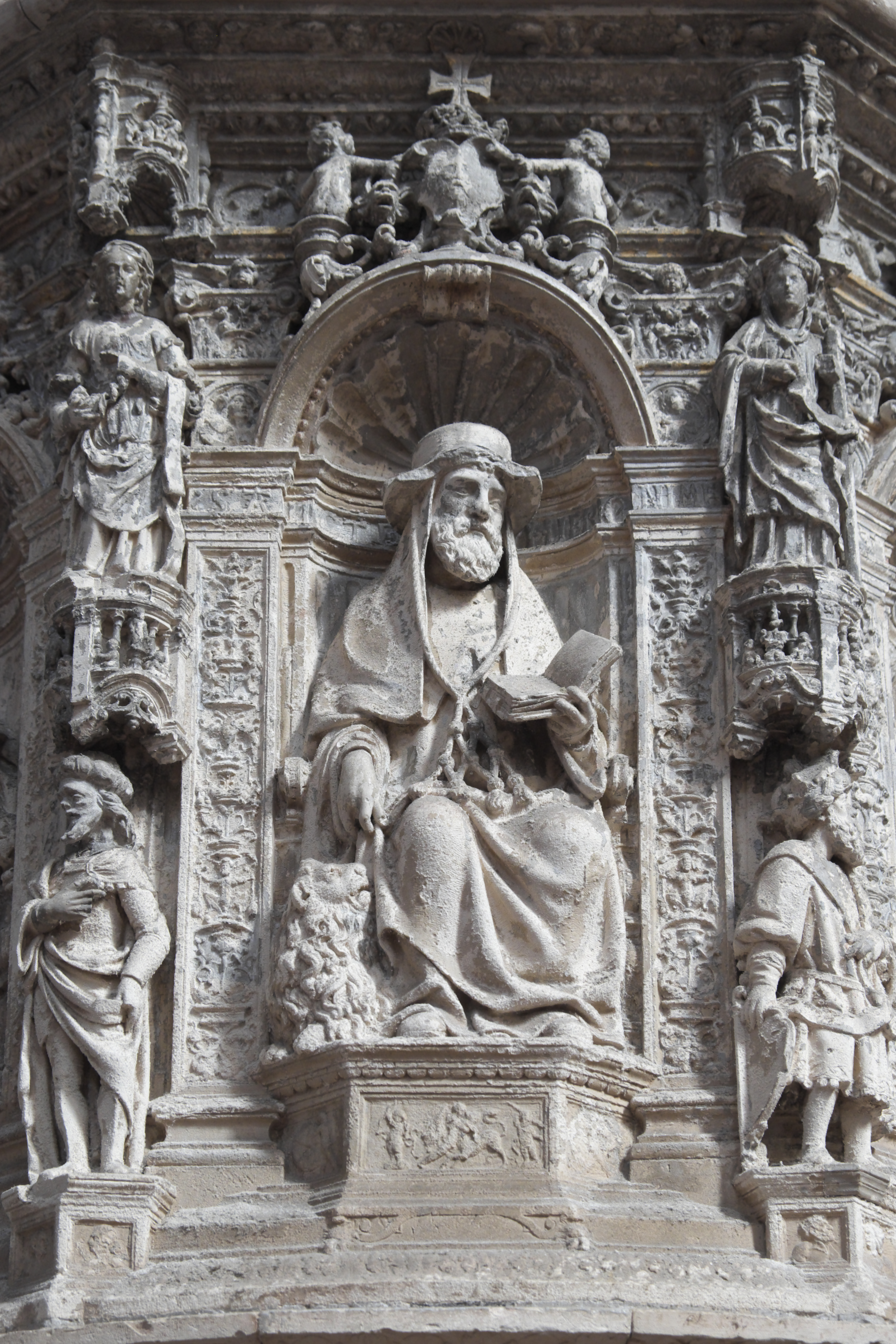
Heiliger Hieronymus
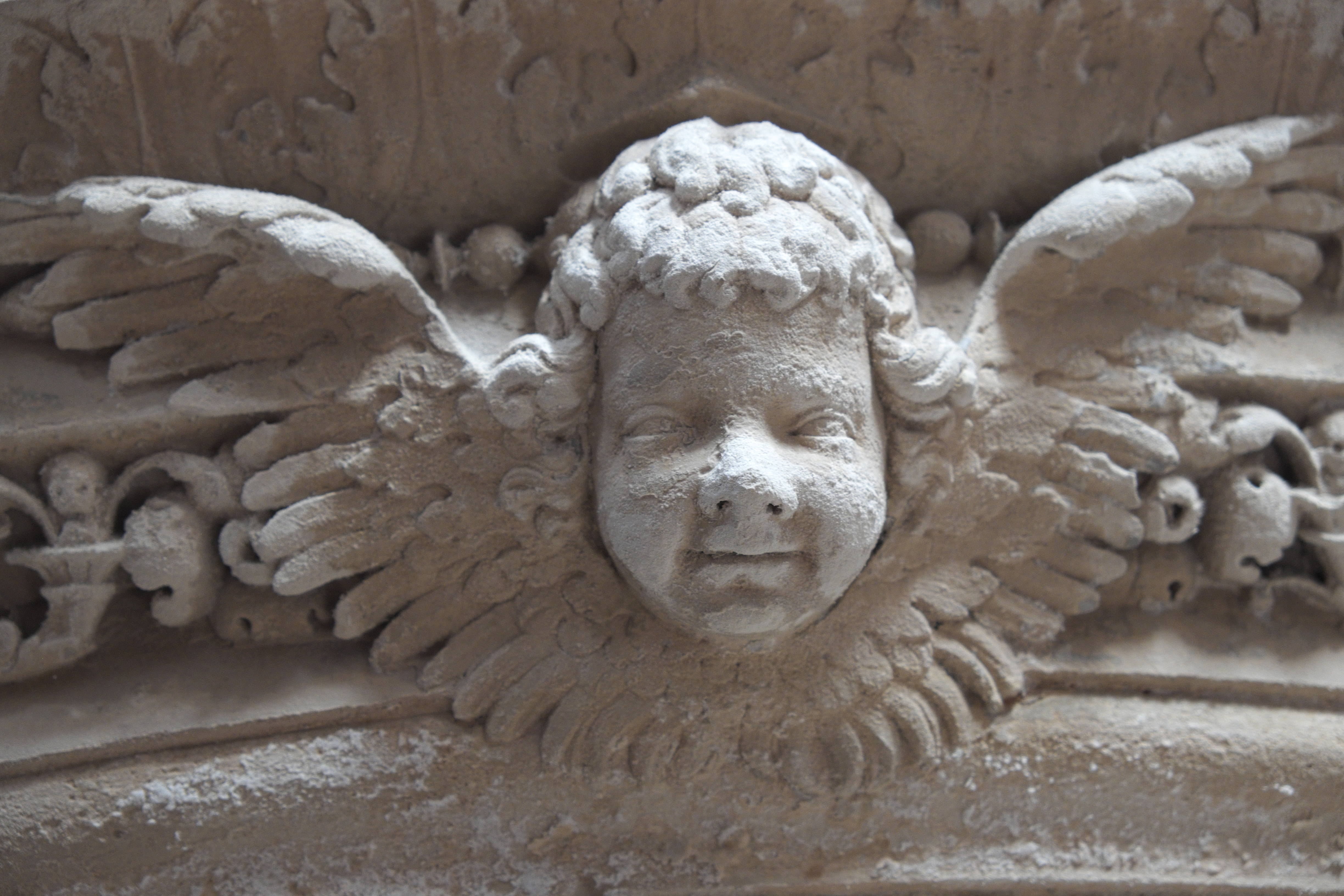
Engelskopf

### Chorgestühl
Das aus manuelinischer Zeit stammende zweireihige Chorgestühl ist reich mit vergoldeten Schnitzereien verziert. Als sein Schöpfer wird ein auch in Braga tätiger Meister namens Machim genannt.

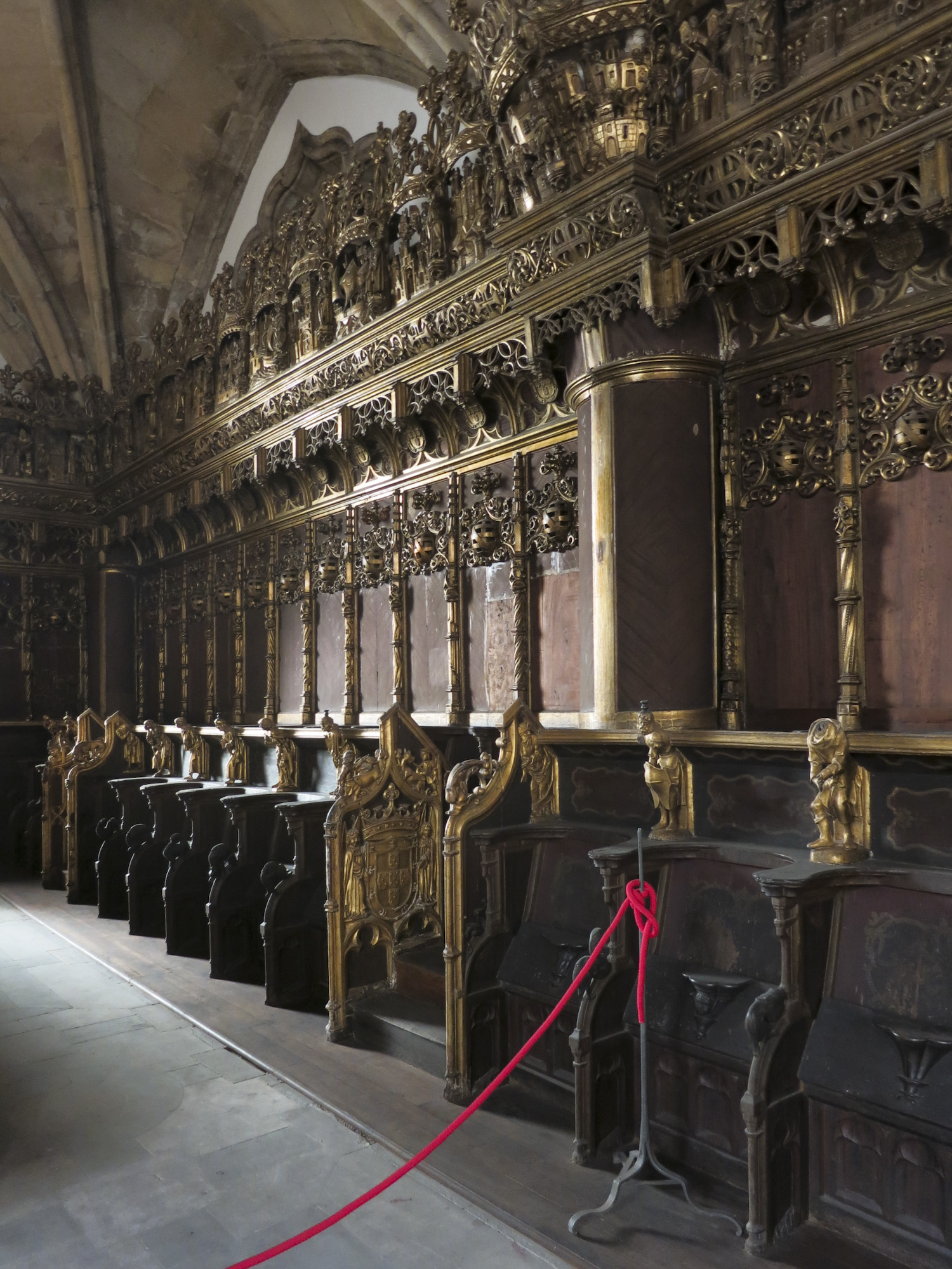
Chorgestühl
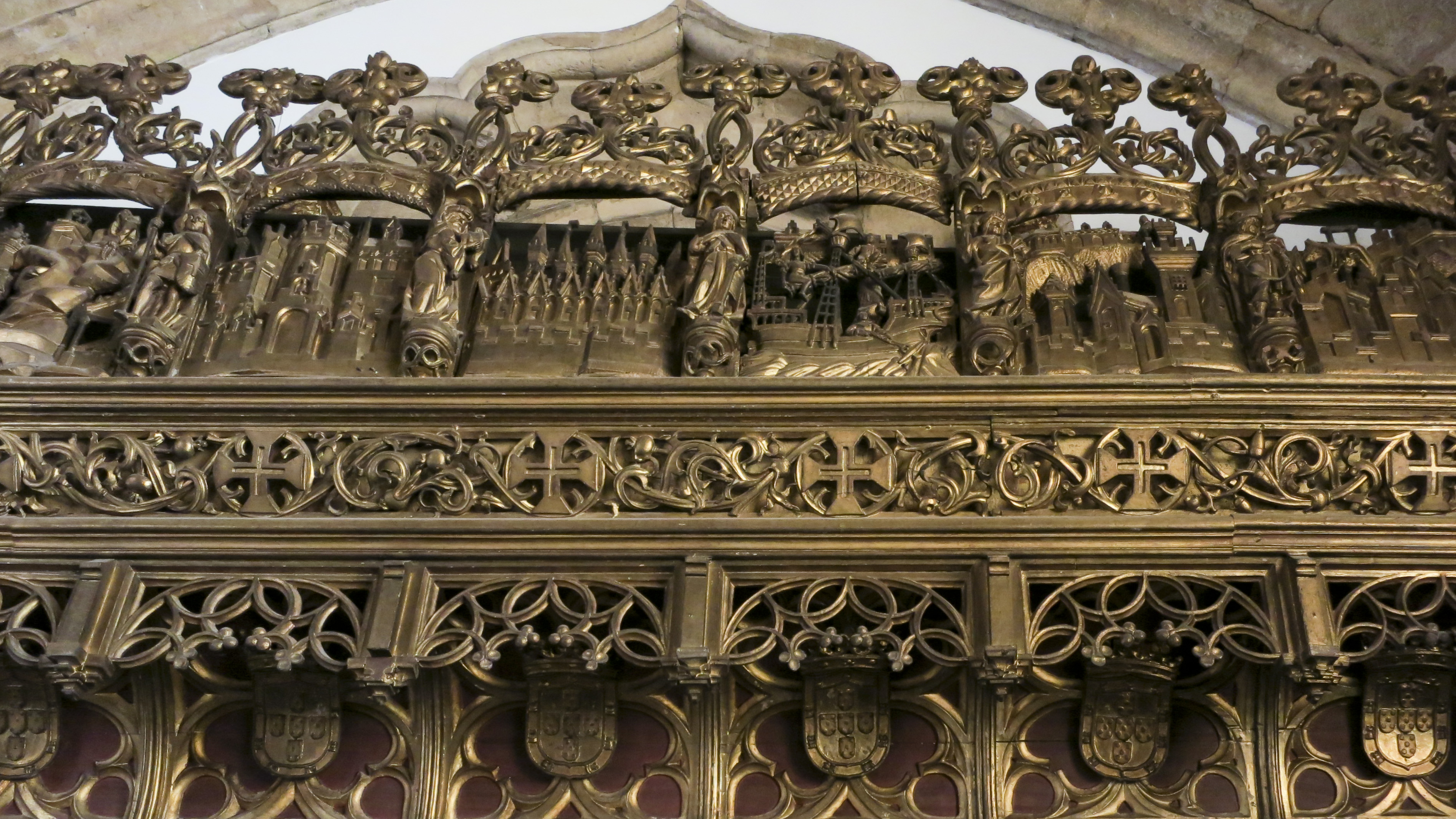
Rückwand
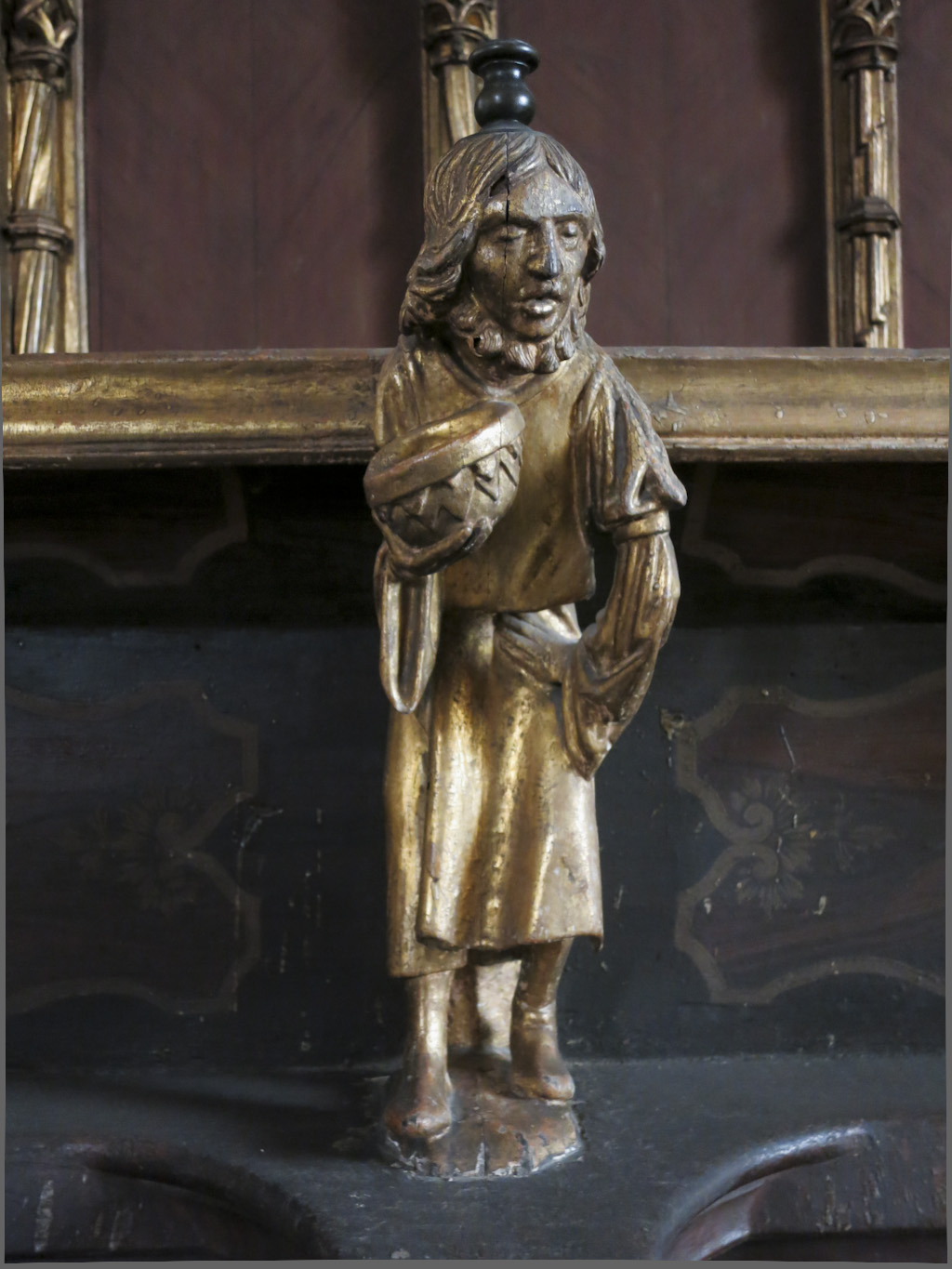
Schnitzfigur

### Orgel

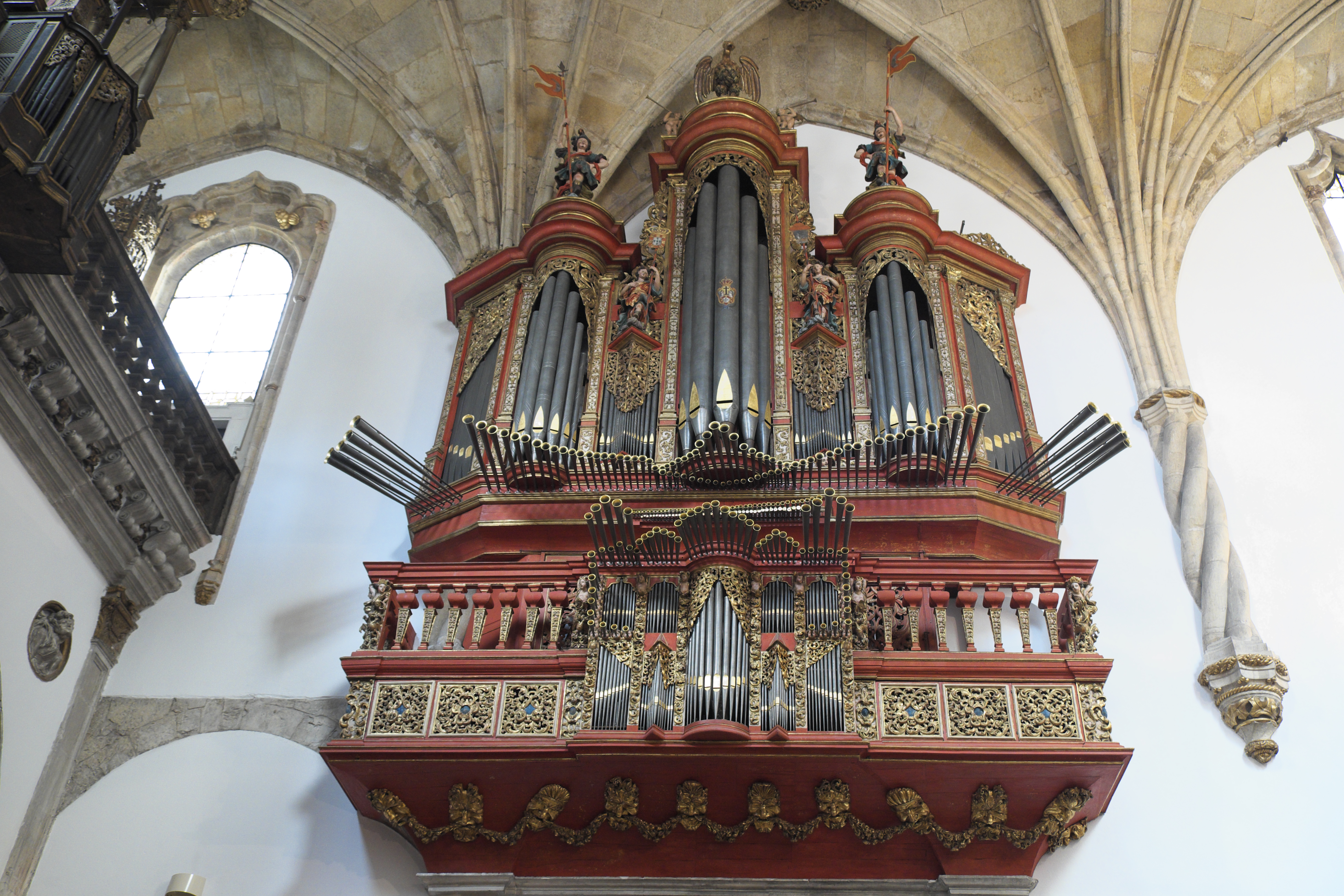
Orgel

Die Orgel mit dem Register einer Spanischen Trompete ist als Schwalbennestorgel eingebaut. Die um 1530 von Heitor Lobo geschaffene Orgel wurde in den Jahren 1719 bis 1724 von dem vermutlich aus der spanischen Stadt Valladolid stammenden Orgelbauer Manuel Benito Gómez de Herrera erweitert.
Das kleine mittelalterliche Instrument in der Mitte der Emporenbrüstung ist vermutlich nur eine Attrappe.

## Sakristei
Die Sakristei wurde zwischen 1622 und 1624 unter der Leitung von Pedro Nunes Tinoco errichtet. Sie wird von einem kassettierten Tonnengewölbe überspannt, die Wände sind mit Azulejos aus der ersten Hälfte des 18. Jahrhunderts verkleidet. Ursprünglich waren hier bedeutende Werke der portugiesischen Schule untergebracht wie das 1534/35 von Grão Vasco (1475/80–1542/43) geschaffene Gemälde Pentecostes (Pfingstwunder), das Tafelbild Ecce Homo von Cristóvão de Figueiredo († um 1540) oder die Szene der Kreuzabnahme von André Gonçalves (1685–1754).

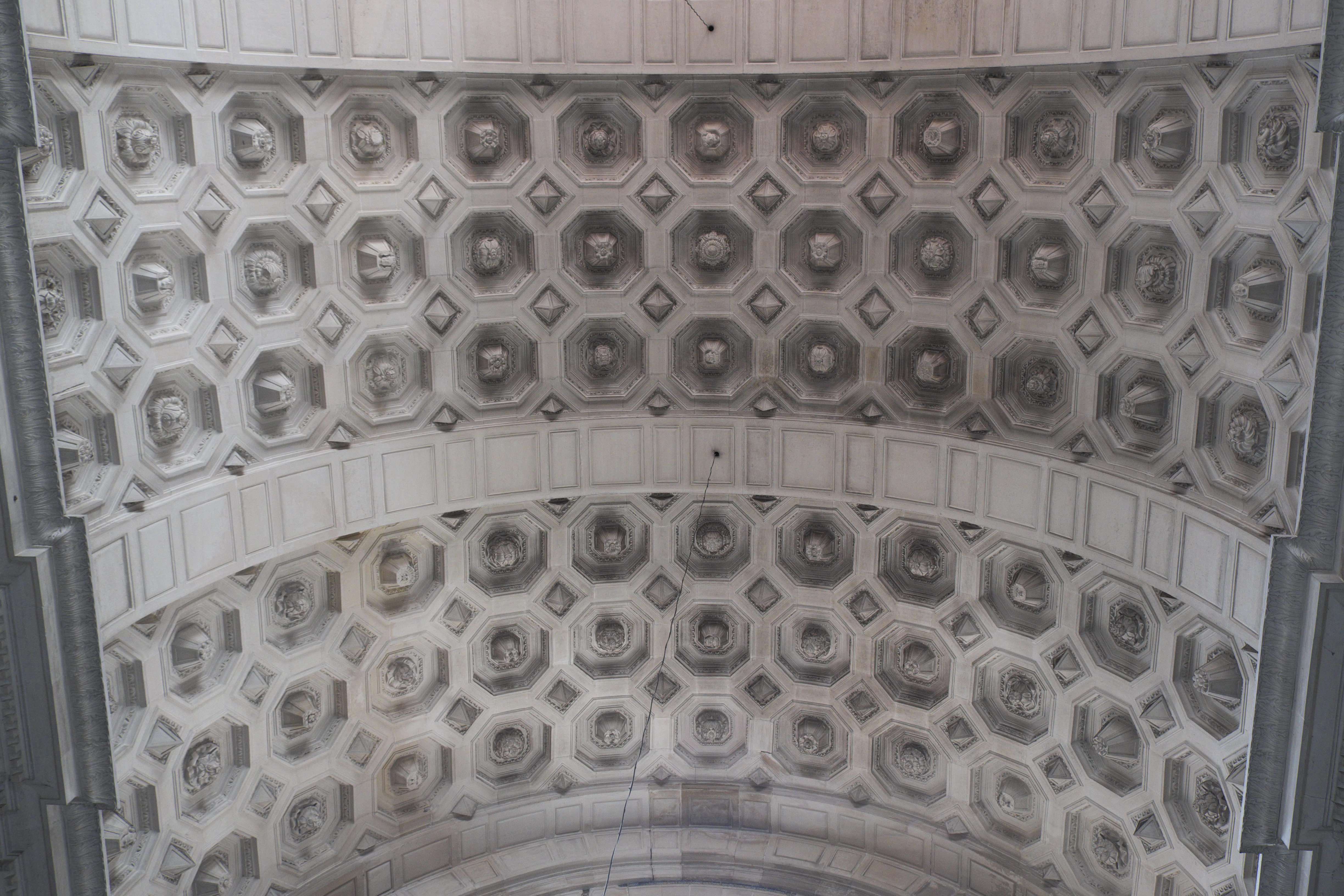
Kassettendecke
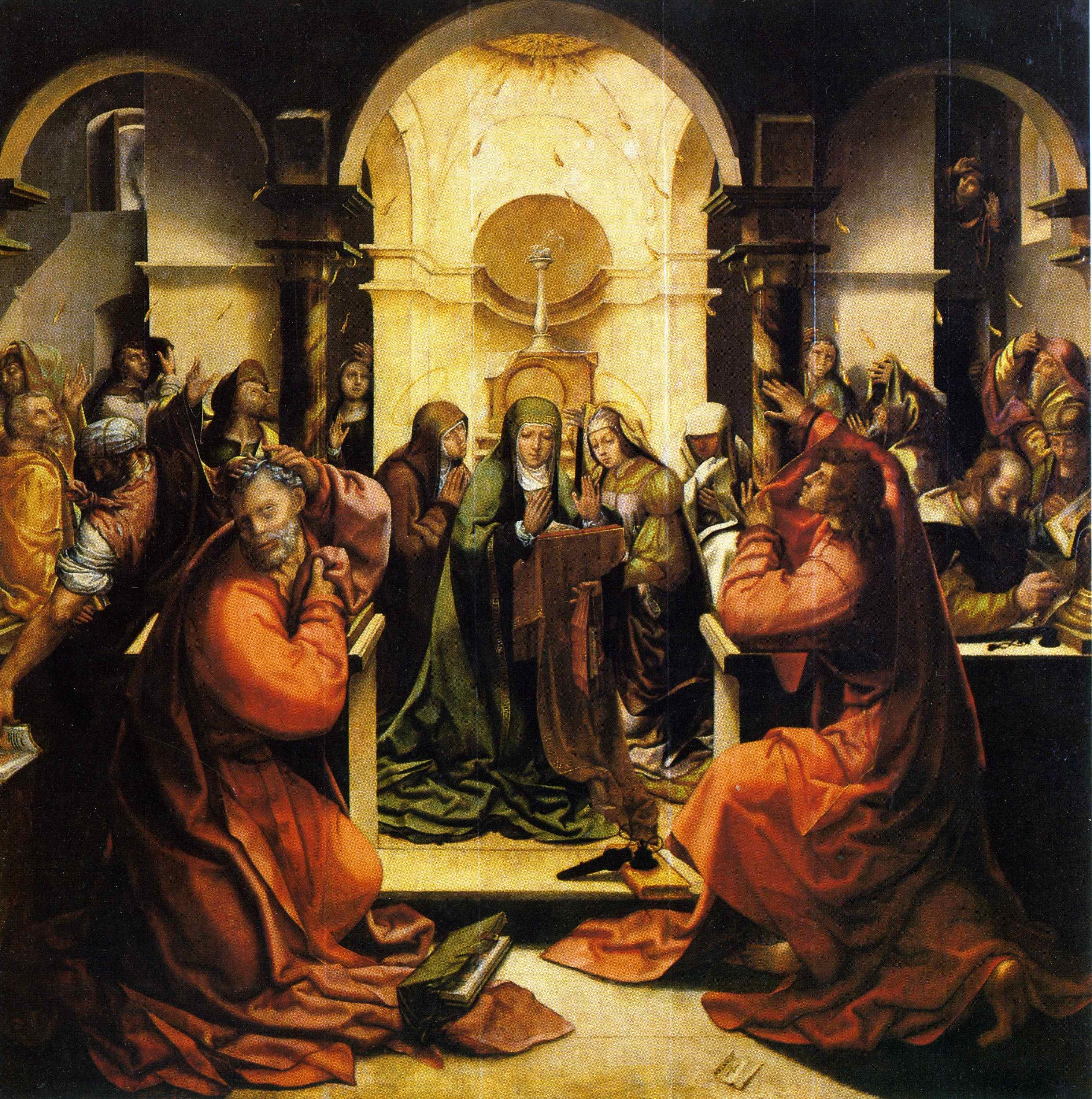
Gemälde Pentecostes von Grão Vasco

## Kapitelsaal und Kapelle São Teotónio
Ein manuelinisches Portal führt vom Kreuzgang in den ehemaligen, von dem vermutlich aus Frankreich stammenden Baumeister Diogo Boitaca (oder Boytac) errichteten Kapitelsaal, an den sich die Kapelle São Teotónio anschließt. Die Gemälde in der Kapelle stellen Szenen aus dem Leben des Königs Alfons I. und des heiligen Theotonius, des Mitbegründers des Klosters und ersten Priors, dar. An den Seitenwänden stehen sich die Skulpturen der Evangelisten mit ihren Symbolen gegenüber.

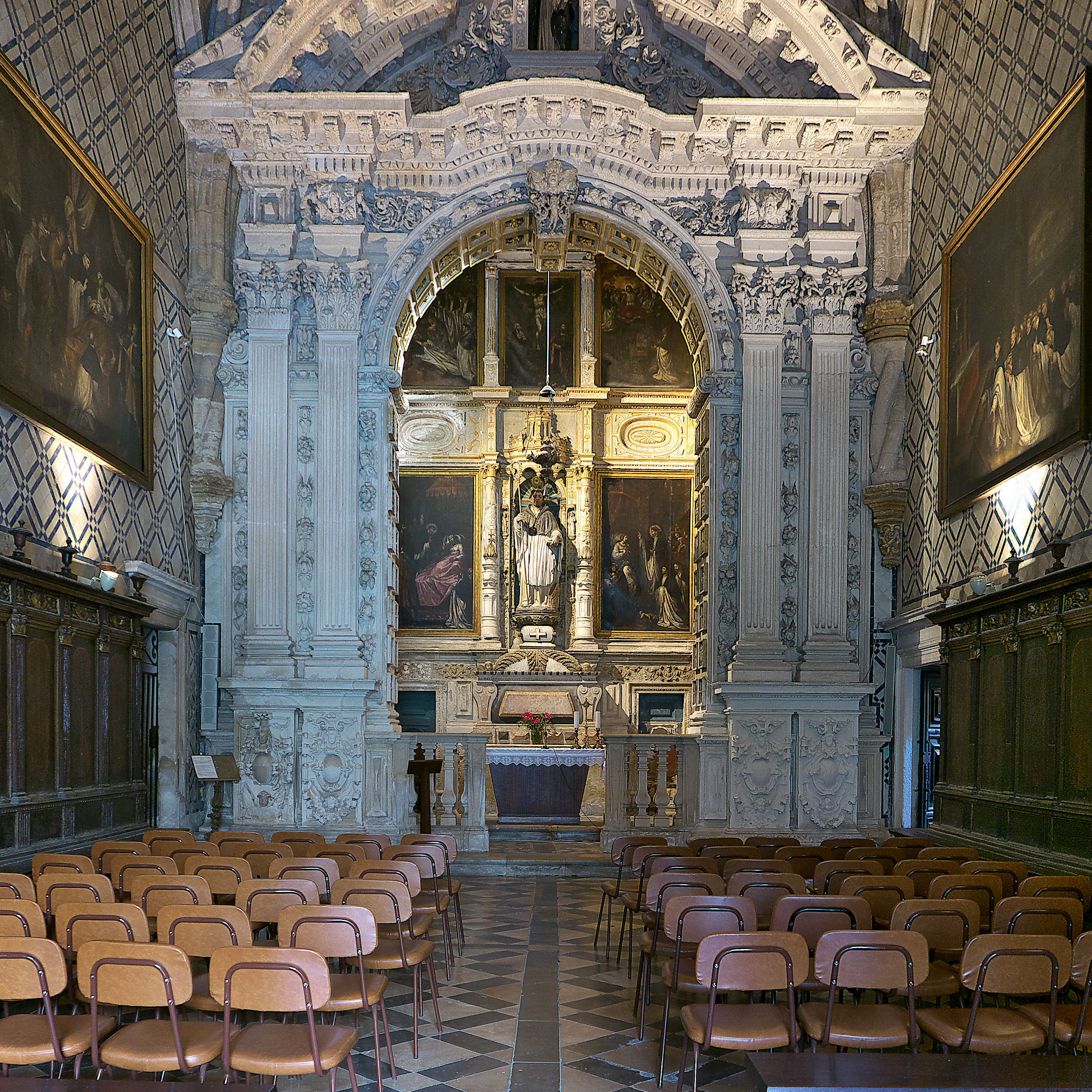
Kapitelsaal und Kapelle São Teotónio
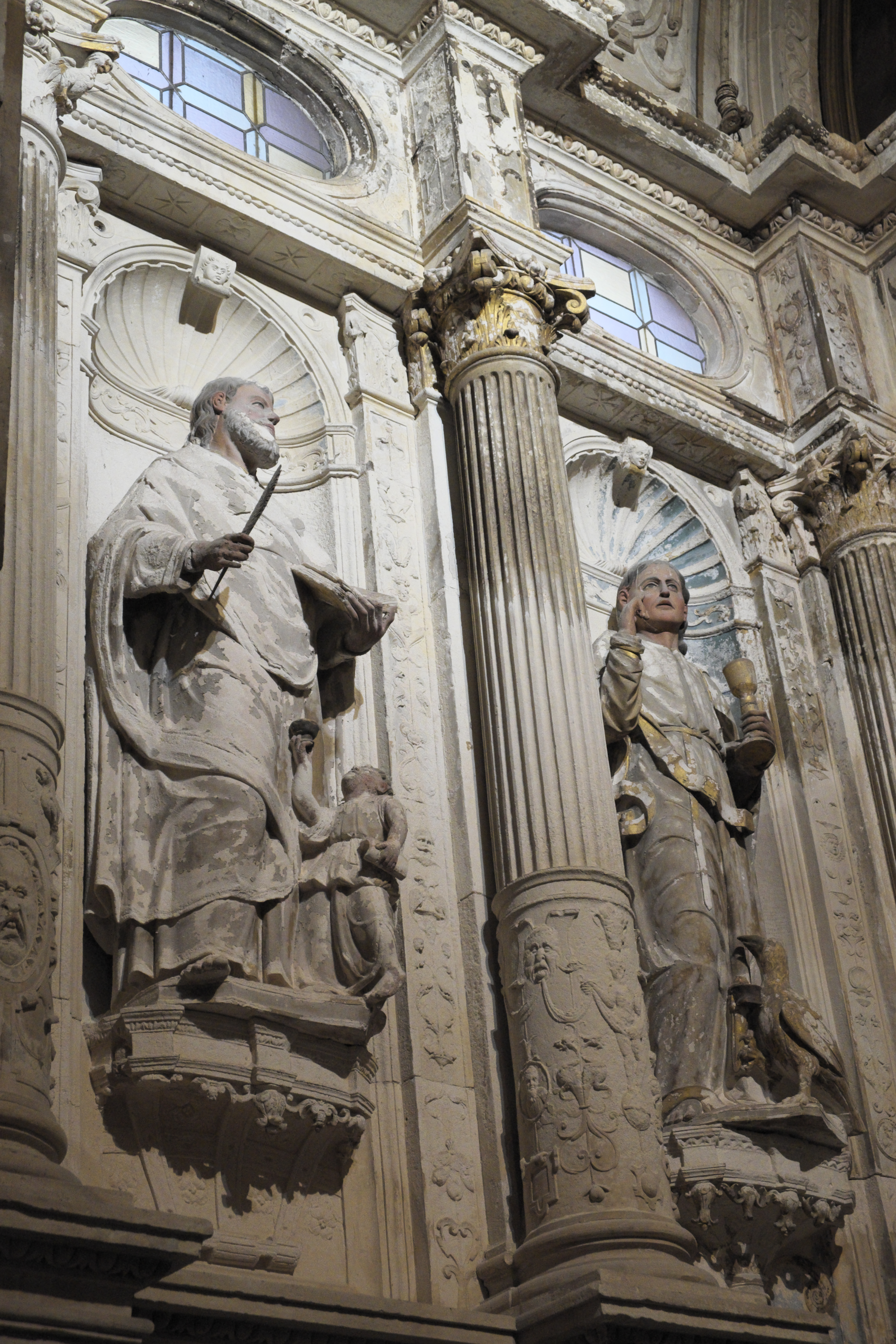
Evangelisten Matthäus und Johannes
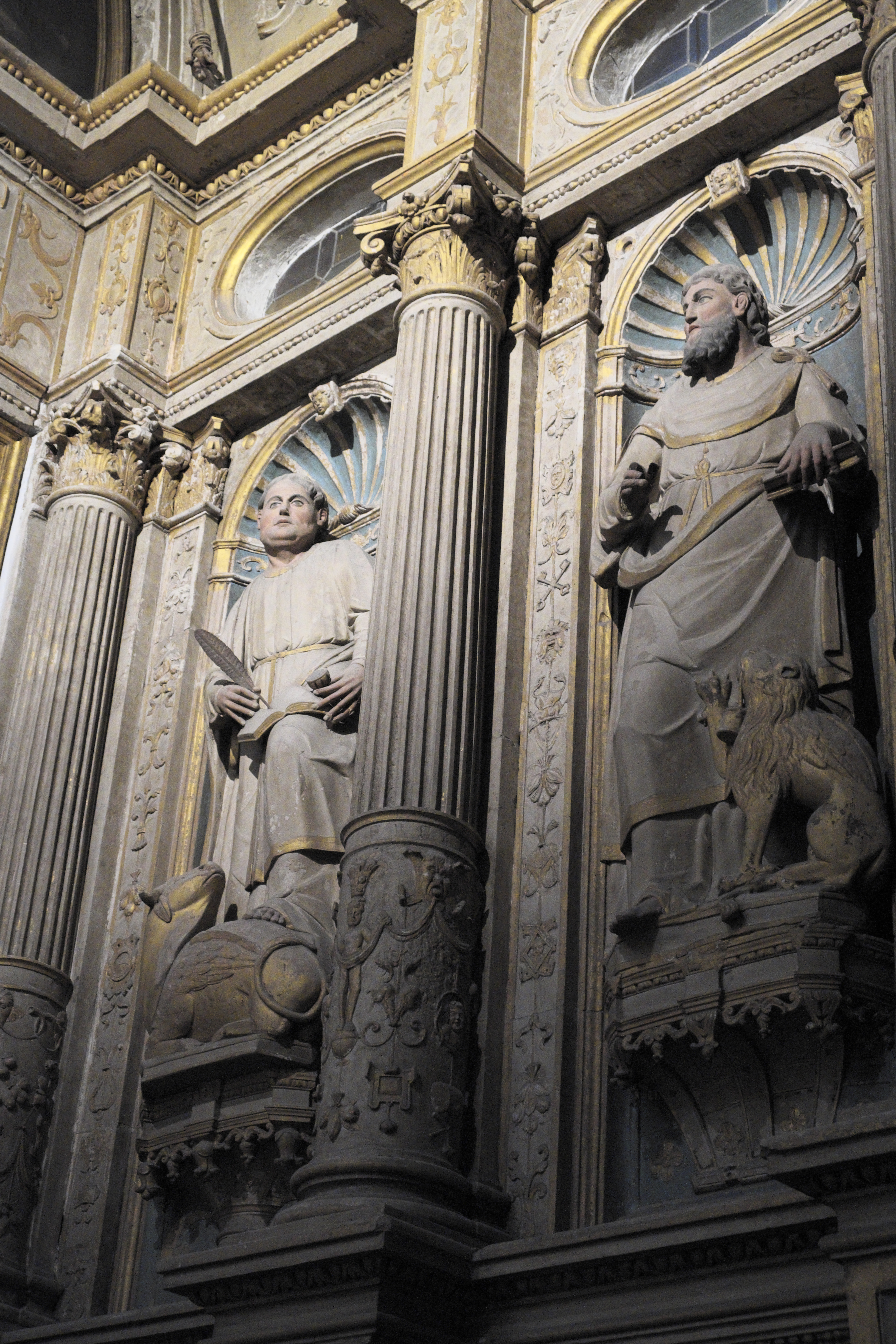
Evangelisten Lukas und Markus

## Kreuzgänge

### Claustro do Silêncio

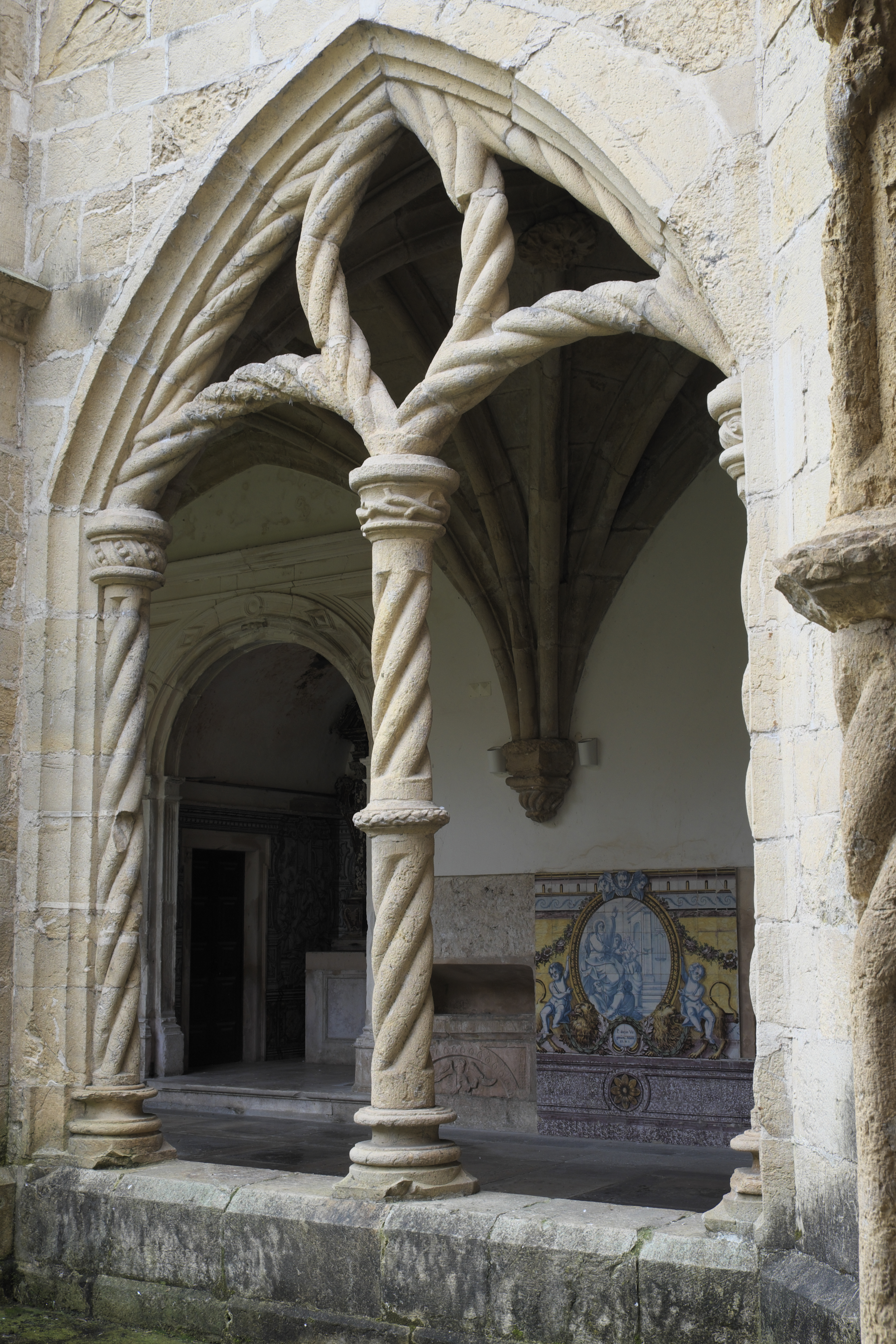
Claustro do Silêncio

Der zweistöckige Kreuzgang Claustro do Silêncio (Kreuzgang der Stille) wurde zwischen 1517 und 1522 von Marcos Pires errichtet. Im Erdgeschoss öffnen sich Spitzbögen mit Maßwerk zum Innenhof, die korbbögigen Dreierarkaden im oberen Geschoss sind inzwischen verglast. In den Ecken sind Reliefdarstellungen der Leidensgeschichte Jesu aus der frühen Renaissance erhalten. Sie sind nach Stichen von Albrecht Dürer ausgeführt und stellen die Szenen Christus vor Pilatus, die Kreuztragung und die Grablegung Christi dar, die Kreuzigungsszene ist nicht mehr erhalten. Der Brunnen in der Mitte stammt aus dem 17. Jahrhundert.

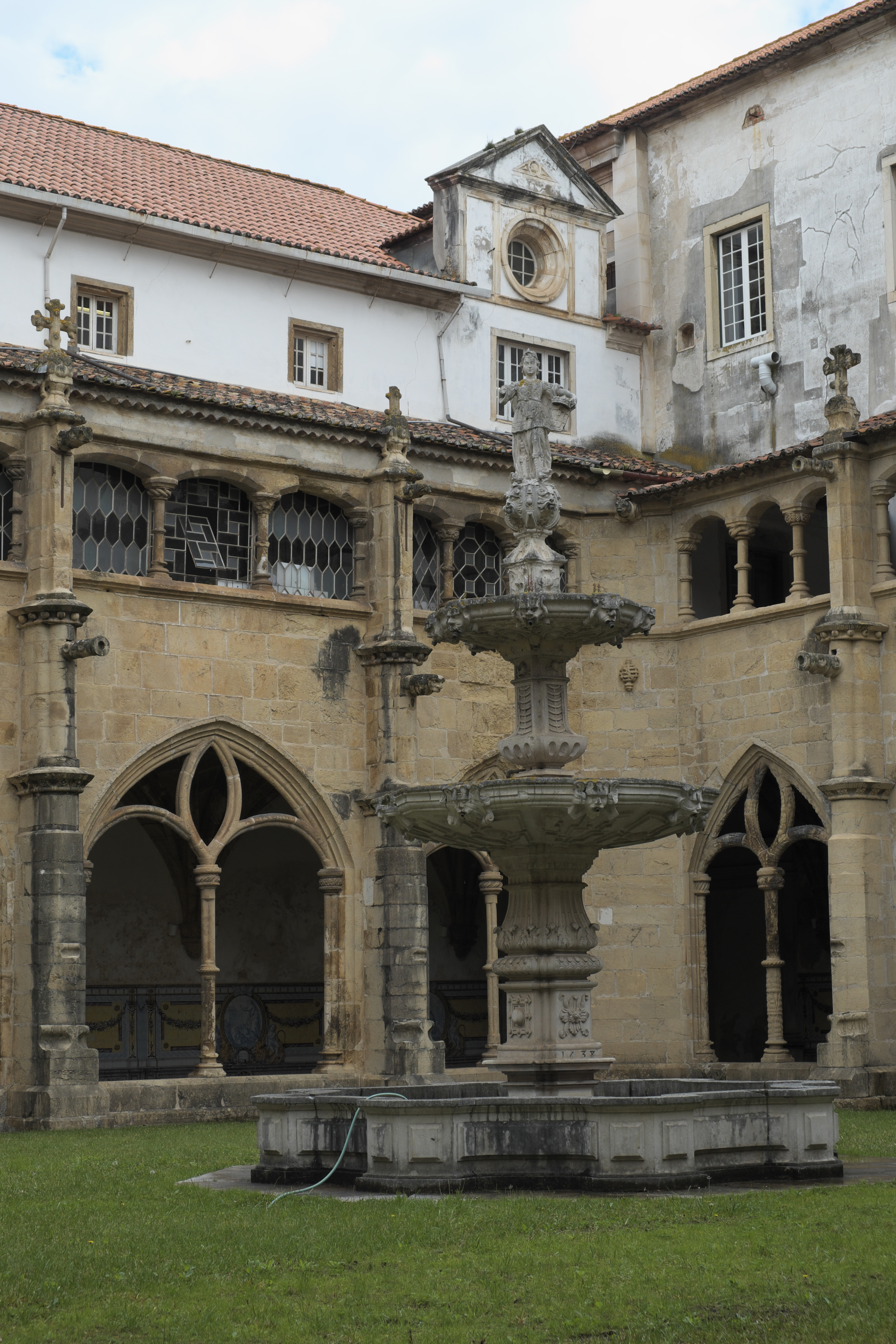
Claustro do Silêncio
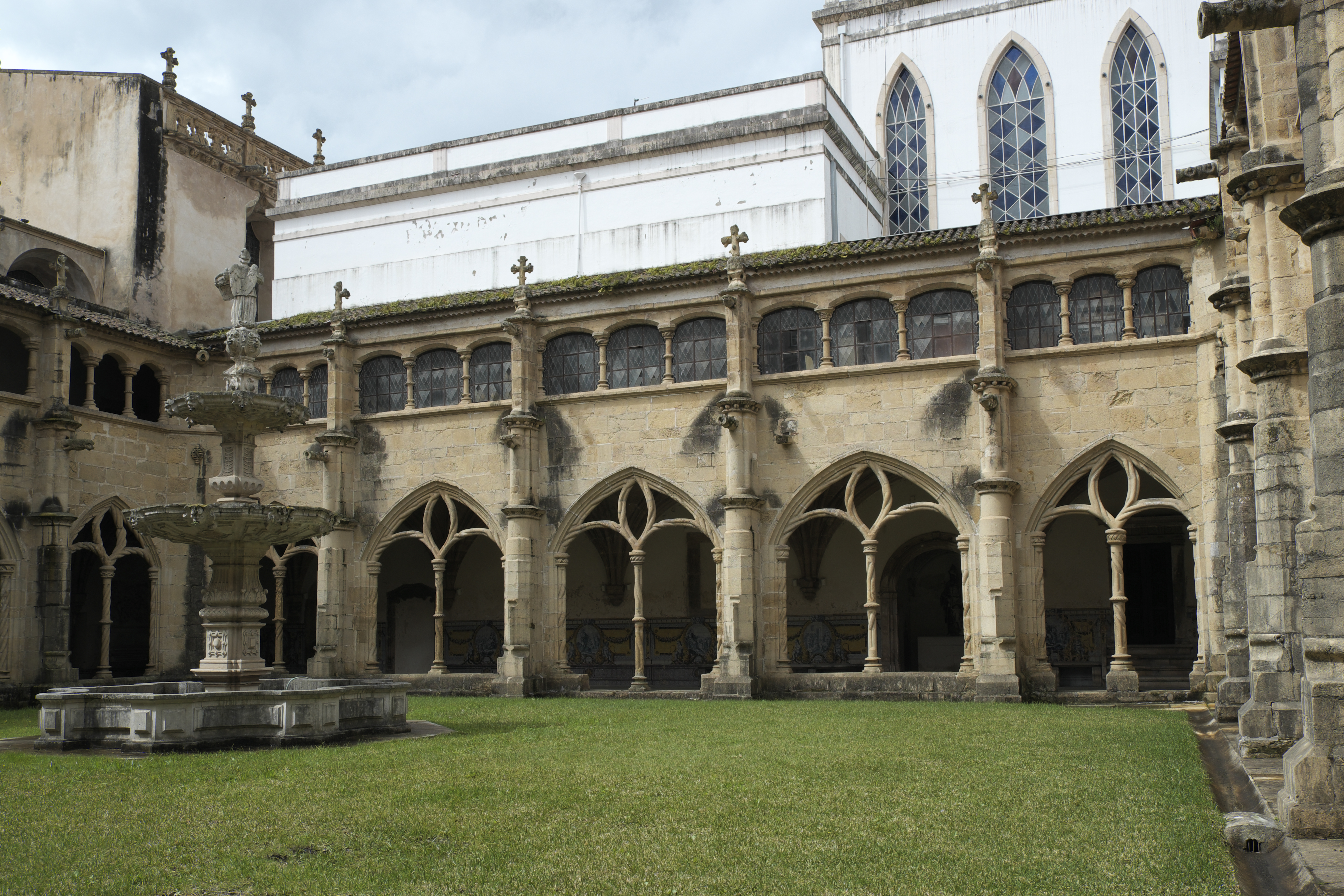
Claustro do Silêncio
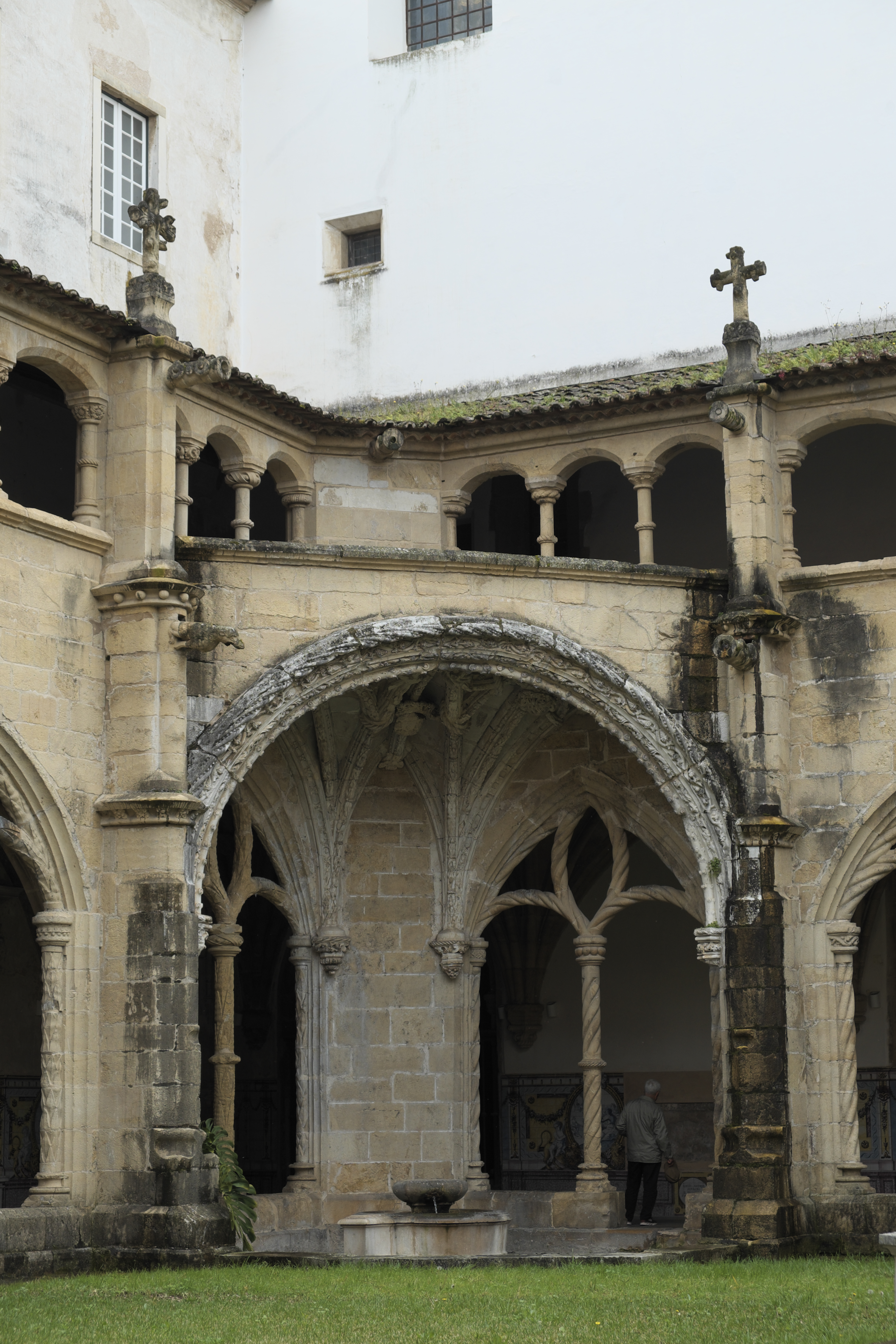
Claustro do Silêncio, Brunnenhaus

### Claustro da Manga

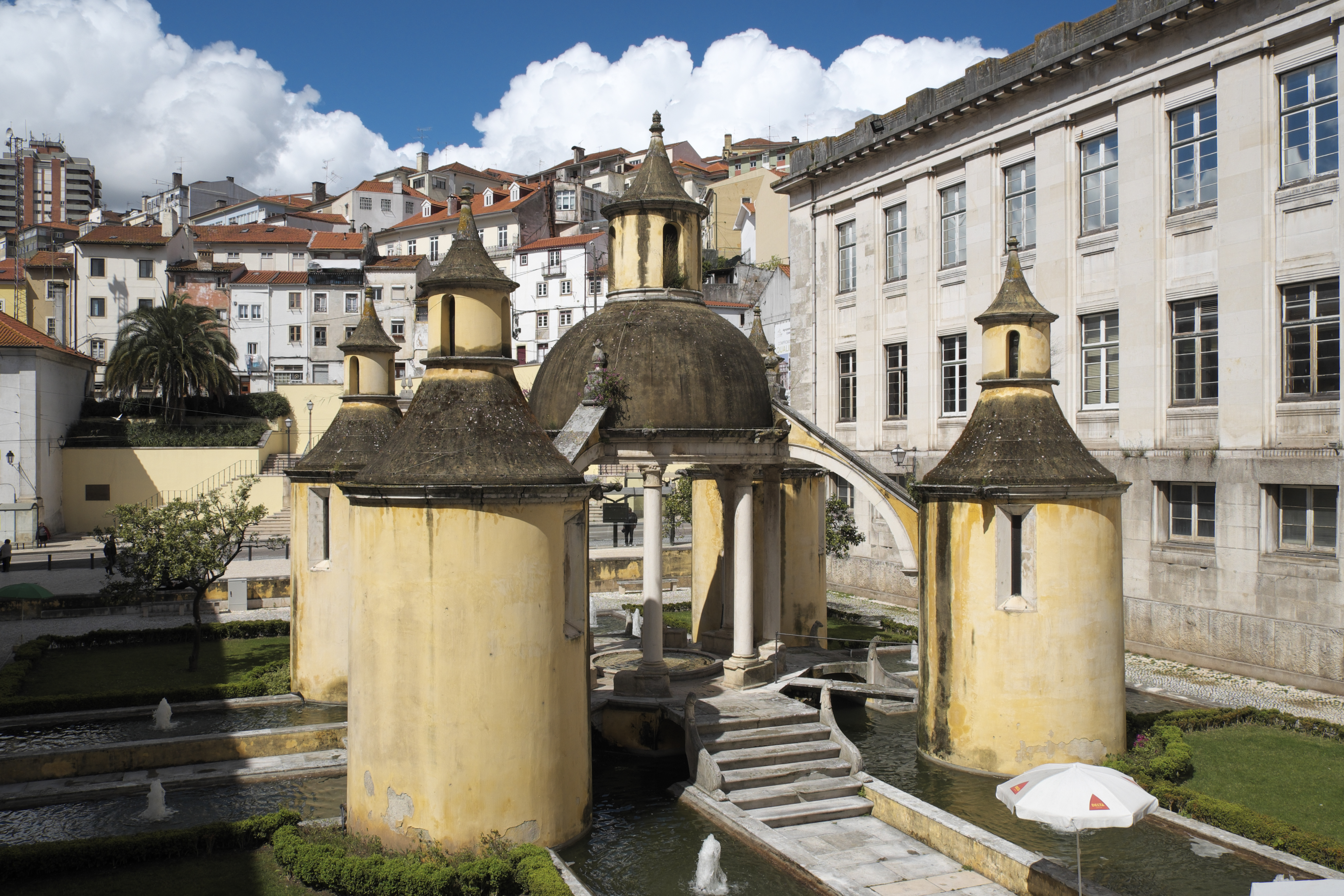
Claustro da Manga

Der Claustro da Manga, wörtlich Ärmelkreuzgang, wurde 1533 als zweiter Kreuzgang von Jean de Rouen angelegt. Sein Name rührt daher, dass der König Johann III. den Entwurf auf dem Ärmel seines Kleidungsstücks skizziert haben soll. Von diesem Kreuzgang sind nur noch die Rundbauten in der Mitte erhalten. Ursprünglich waren sie vollständig von Wassergräben umgeben und nur über schmale Zugbrücken zugänglich.